# 폴로네이즈, 작품 번호 89 (베토벤)
《폴로네이즈 다장조, 작품 번호 89》는 루트비히 판 베토벤에 의해 쓰인 피아노 곡이다.

## 개요
1814년 12월에 쓰이고 1815년에 빈에서 출판된 이 작품은, 루이제 폰 바덴 대공녀에게 헌정이 이루어지고 있다. 베토벤은 폴로네이즈가 유럽 귀족들 사이에서 인기 있는 춤과 계급 표식이 되던 시기에 이 곡을 썼다. 베토벤은 진행중인 빈 회의에서 저명한 예술가로 소개되었고, 그곳에서 방문 중인 러시아 황후 루이제 폰 바덴 대공녀를 만났다. 그는 황후에게 폴로네이즈를 바쳤고, 50 두카트의 보상금을 받았다. 이 작품은 베토벤의 최초이자 유일하게 출판된 독립형 폴로네이즈이며, 쇼팽의 더 잘 알려진 폴로네이즈의 전조로서 주목할 만 하다.